# Минамото-но Ёситика
Минамото но Ёситика (яп. 源義親, ? — 3 марта 1108) — японский самурай-военачальник периода Хэйан.

## Биография
Происходил из рода Минамото. Сын талантливого военачальника Минамото-но Ёсииэ. О дате рождения нет сведений. По приказу своего отца действовал на Цусиме, а потом навел порядок на острове Кюсю, где население страдало от разбойников. В 1101 году вступил в конфликт с родом регентов (кампаку) Фудзивара. В 1102 году по приказу императорского двора был отправлен в ссылку в провинции Оки. В 1106 году умер его отец, что ухудшило положение Ёситики.
В 1107 году выступил против рода Фудзивара, но потерпел поражение от Тайры-но Масамори, попал в плен и был казнён (по другой версии, погиб в битве). После этого семья Ёситики была лишена большей части имений.